# Горња Лепеница
Горња Лепеница је насељено мјесто у општини Србац, Република Српска, БиХ. Према попису становништва из 1991. у насељу је живјело 351 становника.

## Становништво
| Демографија | Демографија | Демографија |
| Година      | Становника  | Становника  |
| ----------- | ----------- | ----------- |
| 1948.       | 677         |             |
| 1953.       | 801         |             |
| 1961.       | 776         |             |
| 1971.       | 536         |             |
| 1981.       | 418         |             |
| 1991.       | 329         |             |
| 1993.       | 426         |             |